# Mitteilungen für Seefunkstellen

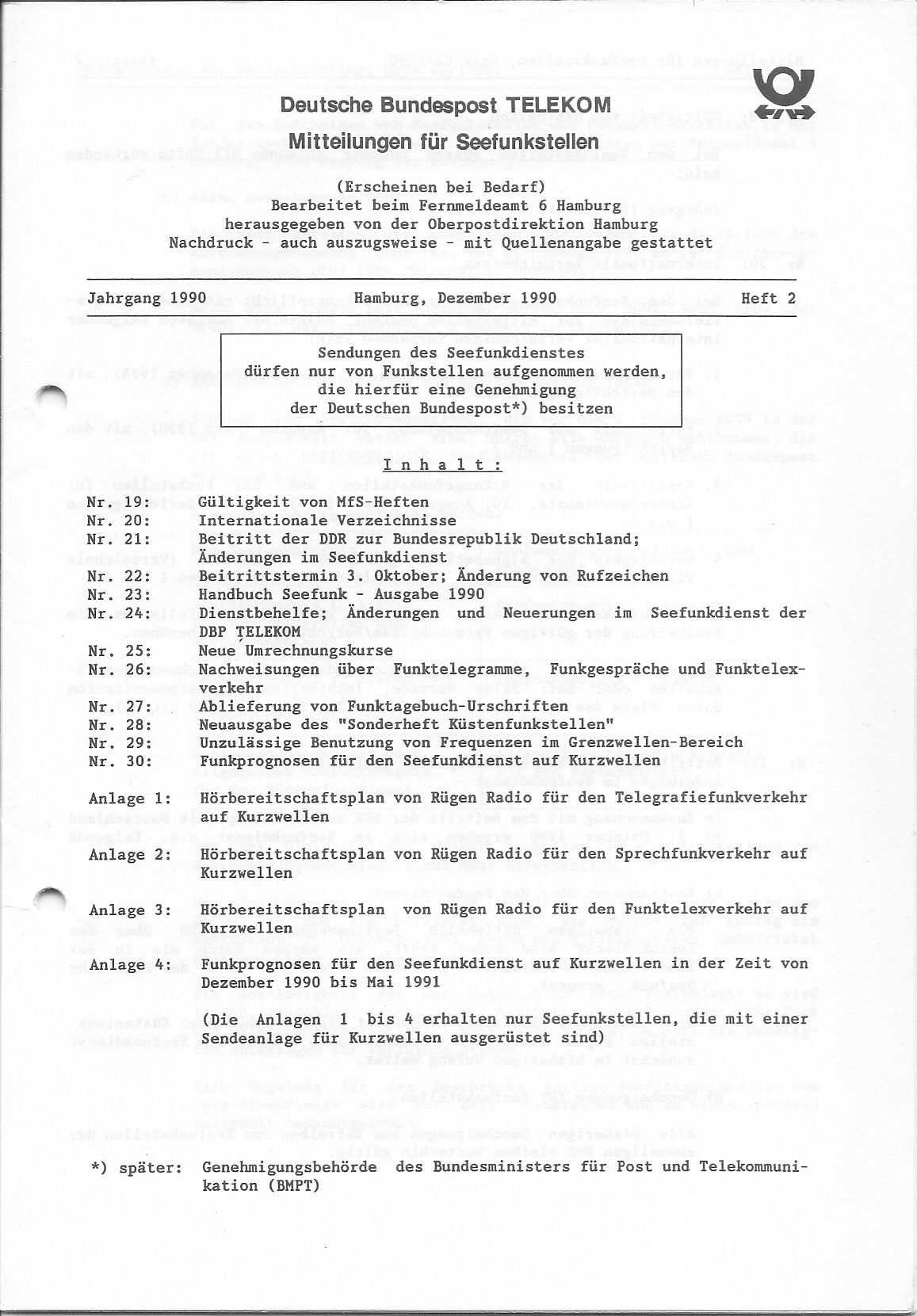
„Mitteilungen für Seefunkstellen“, Deutsche Bundespost TELEKOM, Jahrgang 1990, Heft 2, Vorderseite

Die Mitteilungen für Seefunkstellen waren gedruckte Nachrichten für mobile Funkstellen des mobilen Seefunkdienstes.
Die Mitteilungen für Seefunkstellen wurden zuletzt von der deutschen Regulierungsbehörde für Telekommunikation und Post (RegTP, jetzt: Bundesnetzagentur (BNetzA)) Außenstelle Hamburg bearbeitet und im Auftrag des Bundesministeriums für Wirtschaft und Technologie herausgegeben. Überarbeitete Mitteilungen erschienen bei Bedarf. Die Bundesnetzagentur gibt derzeit keine neuen Mitteilungen für Seefunkstellen heraus. Die letzte Veröffentlichung datierte auf November 2001 und wurde nicht mehr im Internet publiziert.